# Bell Tower (London)

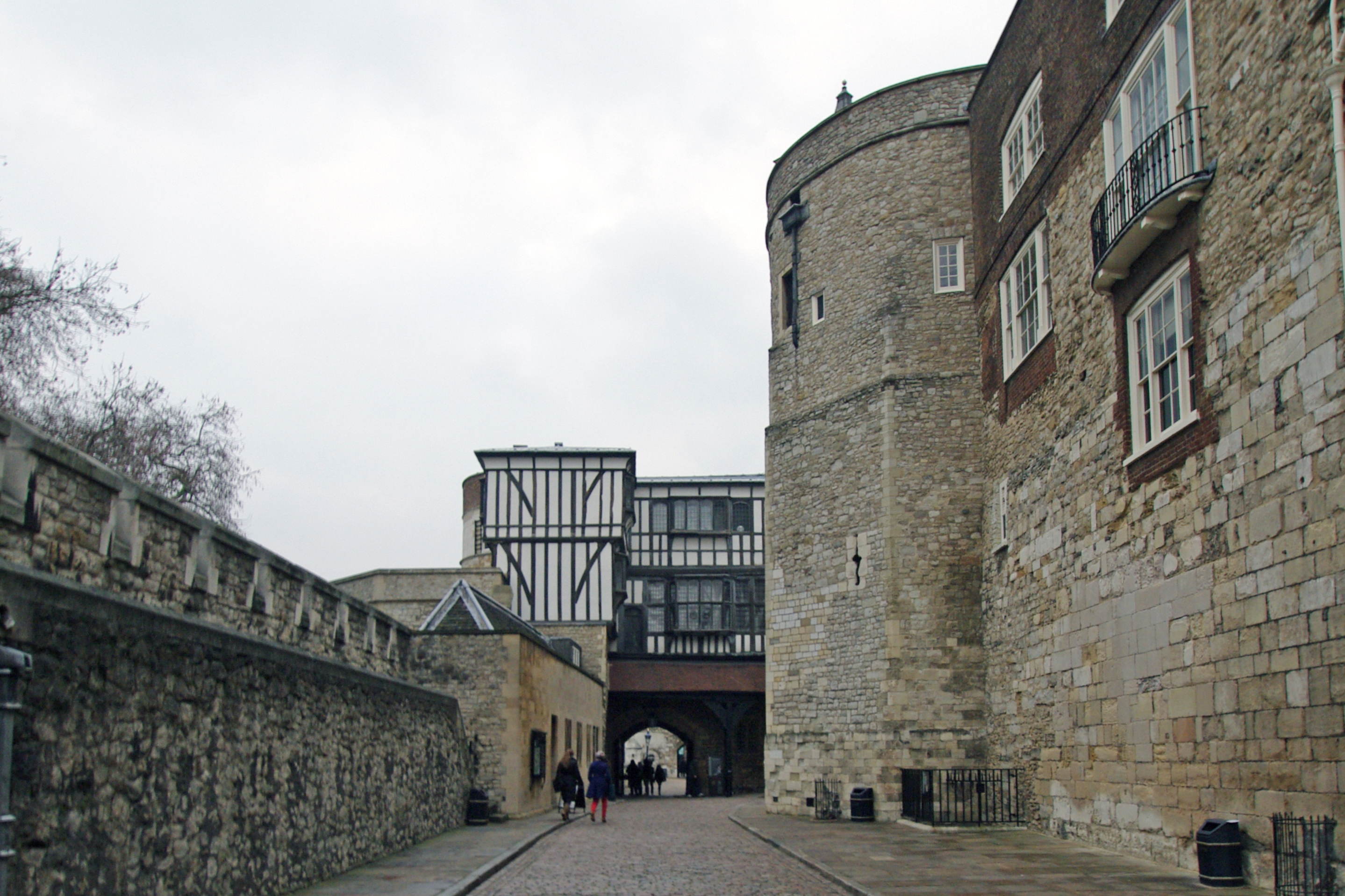
Bell Tower (Mitte rechts)

Der Bell Tower ist ein Turm in der Festungsanlage des Tower of London.

## Lage und Funktion

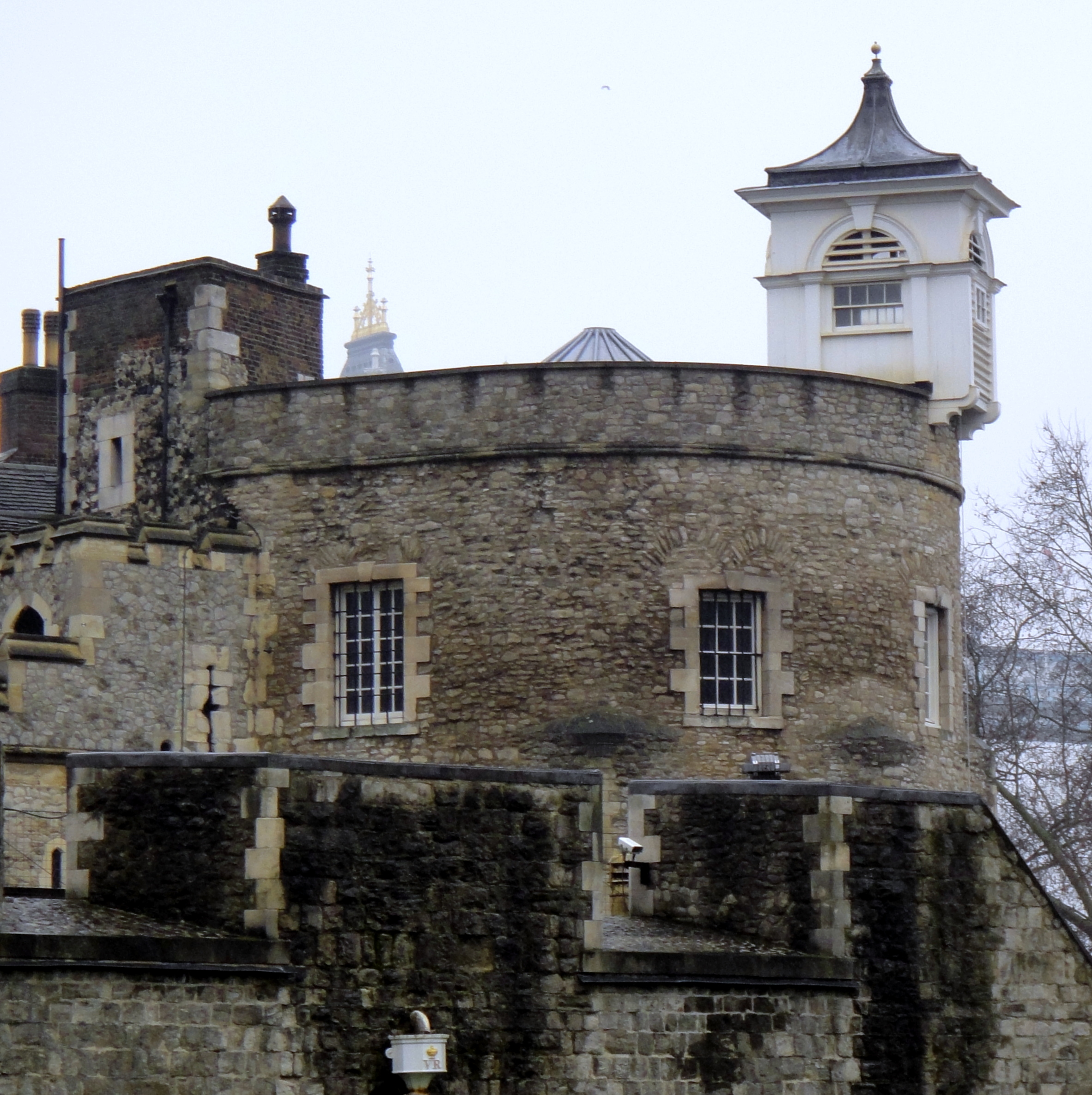
Gerüst für die ehemalige Glocke

Der in den 1190ern unter Richard Löwenherz gebaute Turm befindet sich direkt am Eingang des Towers. Ursprünglich als Befestigung an der Südwestkante des Towers errichtet, schützt er seit dessen Erweiterung im 13. Jahrhundert den Bereich direkt hinter dem Tor im Byward Tower. Nach dem White Tower ist er der älteste noch erhaltene Turm auf dem Festungsgelände.
Seinen Namen (deutsch: Glockenturm) verdankt er der Glocke, die dort einst hing. An der Brüstung des Turms befindet sich noch ein Gerüst für eine Glocke. Diese wurde täglich beim Öffnen und Schließen der Tore geläutet, ebenso wie sie in Notfällen zum Einsatz kam.
Im Turm waren sowohl Kardinal John Fisher und Thomas Morus als auch Elisabeth I. eingesperrt, als sie im Tower gefangen gehalten wurden. Die Räume im Bell Tower waren nur über die Aufenthaltsräume der Wachen zugänglich.
Elisabeth war im oberen Stockwerk des Bell Towers eingesperrt. Sie hatte während ihrer Gefangenschaft mehrere Bedienstete bei sich und für diese insgesamt vier Zimmer zur Verfügung. Ihre Dienerschaft versorgte sie mit Essen und Innenausstattung. In der letzten Zeit ihrer Gefangenschaft konnte Elisabeth den Bell Tower verlassen und im inneren Ring der Festung spazieren gehen.
Während Elisabeths Haftaufenthalt mit Verlegung, Freilassung und der englischen Königskrone endete, gelangte Thomas Morus nur noch zum Tower Hill, wo seine Hinrichtung stattfand. Vom Bell Tower aus lässt sich der Tower Hill einsehen, auf dem traditionell die Hinrichtungen der im Tower Inhaftierten durchgeführt wurden. Im 16. Jahrhundert war im Bell Tower der Dichter Thomas Wyatt eingesperrt, der vom Turm aus der Hinrichtung seiner angeblichen Geliebten Anne Boleyn zuschauen musste. Er fasste die Erfahrung in Worte:
"The Bell Tower showed me such a sight/

that in my head sticks day and night."

## Konstruktion

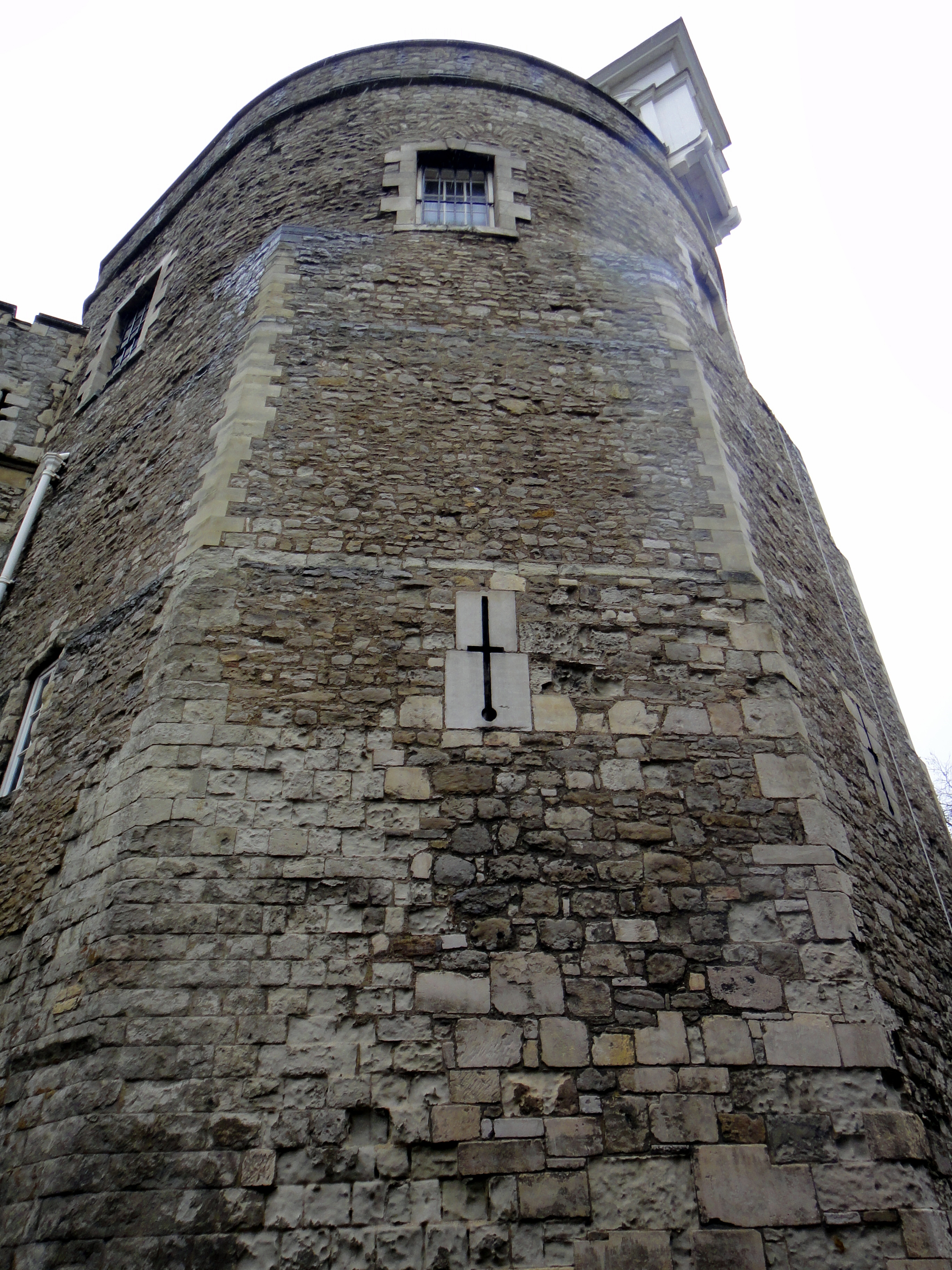
Bell Tower von unten

Der untere Teil des Bell Tower ist achteckig, der obere rund. Vermutlich rührt dies aus zwei Bauphasen her, die aber zeitlich nahe beieinander lagen. Zwei mittlerweile verschlossene Fenster im oberen Stockwerk legen auch für dieses eine Bauzeit um 1200 nahe. Die heutigen Fenster des Turms stammen aus dem 18. Jahrhundert.
Der Turm erhob sich bei seinem Bau 25 Meter über die Themse, die damals noch direkt an den Turmfuß reichte. Um dem Fluss zu widerstehen, ist der untere Teil des Turms aus Marmor gebaut. Ein abgezäunter Brunnen an der Südwestseite des Turms zeigt noch Bauten, die sich unter dem heutigen Bodenniveau (Niveau des 12. Jahrhunderts) befinden.
Das Untergeschoss des Turms ist komplett mit Stein gefüllt. Die oberen beiden – betretbaren – Stockwerke sind jeweils separat durch das Queen’s House erreichbar. Im ersten Stock findet sich ein kleiner Garderoben-Vorraum, dann eine Kammer mit unregelmäßigem Tonnengewölbe. Die ungewöhnlich schmuckvoll gestaltete obere Kammer ist ungefähr kreisförmig und mit einer kuppelförmigen Decke versehen. In ihr verläuft ein kontinuierlich gestalteter horizontaler Vorsprung, der zwei bogenförmige Öffnungen verbindet. Die Treppe samt Treppenhaus zwischen den beiden Stockwerken fiel vermutlich im 14. Jahrhundert außer Gebrauch, Reste von ihr wurden erst 1970 wiedergefunden.